# Liste der Straßennamen von Aletshausen
Die Liste der Straßennamen von Aletshausen listet alle Straßennamen von Aletshausen und den Ortsteilen – Gaismarkt, Haupeltshofen, Wasserberg und Winzer – auf.

## Liste geordnet nach den Orten
In dieser Liste werden die Straßennamen den einzelnen Orten zugeordnet und kurz erklärt.

### Aletshausen
| Straßenname          | |
| -------------------- | --- |
| Bahnhofstraße        | benannt nach dem Bahnhof an der Mittelschwabenbahn in Aletshausen                                                                                         |
| Birkenweg            | benannt nach der Baumart Birke |
| Buchhölzel           | |
| Eichenweg            | benannt nach der Baumart Eiche |
| Gaismarkter Weg      | benannt nach dem Dorf Gaismarkt, in das die Verlängerung dieser Straße führt                                                                              |
| Grotteweg            | benannt nach der Lourdes Grotte südöstlich von Aletshausen                                                                                                |
| Haupeltshofer Straße | benannt nach dem Dorf Haupeltshofen, in das die Verlängerung dieser Straße führt                                                                          |
| Hohenraunauer Straße | benannt nach dem Dorf Hohenraunau, in das die Verlängerung dieser Straße führt                                                                            |
| Hohlweg              | Hohlweg: Weg, der sich durch jahrhundertelange Nutzung mit Fuhrwerken und Vieh sowie abfließendes Regenwasser in das umgebende Gelände eingeschnitten hat |
| Jahnstraße           | benannt nach dem Turnvater Jahn |
| Kammelstraße         | benannt nach der Kammel, die durch Aletshausen fließt |
| Kammerweg            | |
| Käsergasse           | benannt nach der ehemaligen Käserei |
| Kiefernweg           | benannt nach der Baumart Kiefer |
| Kirchenstraße        | benannt nach der Kirche von Aletshausen |
| Krumbacher Straße    | benannt nach der Stadt Krumbach, in die die Verlängerung dieser Straße führt (B 16)                                                                       |
| Mühläcker            | |
| Quellenweg           | |
| Raiffeisenstraße     | benannt nach dem Genossenschaftsgründer Friedrich Wilhelm Raiffeisen                                                                                      |
| Schulstraße          | benannt nach der Aletshauser Schule |
| Tannenweg            | benannt nach der Baumart Tanne |
| Waltenhauser Weg     | benannt nach dem Dorf Waltenhausen, in das die Verlängerung dieser Straße führt                                                                           |
| Wasserberger Straße  | benannt nach dem Dorf Wasserberg, in das die Verlängerung dieser Straße führt                                                                             |
| Winzer Weg           | benannt nach dem Dorf Winzer, in das die Verlängerung dieser Straße führt                                                                                 |
| Wirtsgasse           | benannt nach dem Aletshauser Gasthaus |

### Gaismarkt
| Straßenname   |                                                                                               |
| ------------- | --------------------------------------------------------------------------------------------- |
| Tobel         |                                                                                               |
| Zeller Weg    | benannt nach dem Dorf Mindelzell, in das die Verlängerung dieses Weges führt                  |
| Winzer Straße | benannt nach dem Dorf Winzer, in das die Verlängerung dieser Straße führt (Kreisstraße GZ 30) |

### Haupeltshofen
| Straßenname         | |
| ------------------- | --- |
| Am Käppele          | benannt nach der Wallfahrtskirche Mariä Heimsuchung in Haupeltshofen (B 16) |
| Dorfstraße          | |
| Oberfeld            | |
| Schloßberg          | benannt nach dem Schloßberg, auf dem man noch die Reste einer Keltenschanze oder eines frühmittelalterlichen Ringwalls finden kann (→ siehe auch: Liste der Bodendenkmäler in Aletshausen) |
| Waltenhauser Straße | benannt nach dem Dorf Waltenhausen, in das die Verlängerung dieser Straße führt (Kreisstraße GZ 13)                                                                                        |
| Weiherweg           | benannt nach dem Weiher an der Kammel, zu dem der Weg führt |

### Wasserberg
| Straßenname |                              |
| ----------- | ---------------------------- |
| Wasserberg  | Häuser haben nur Hausnummern |

### Winzer
| Straßenname        | |
| ------------------ | --- |
| Aletshauser Straße | benannt nach dem Dorf Aletshausen, in das die Verlängerung dieser Straße führt                                             |
| Alte Steige        | alter Hauptweg von dem Dorf, das auf einer Hochfläche liegt, über den steilen Hang hinunter ins Mindeltal                  |
| Angerweg           | benannt nach dem Dorfanger                                                                                                 |
| Brunnenmahd        | benannt nach einem Flurnamen                                                                                               |
| Eichetweg          | benannt nach dem Flurnamen eines Waldstückes in der Nähe                                                                   |
| Gaismarkter Straße | benannt nach dem Dorf Gaismarkt, in das die Verlängerung dieser Straße führt (Kreisstraße GZ 30)                           |
| Hauptstraße        | |
| Hinter den Gärten  | benannt nach den Gärten, die sich in diesem Bereich des Dorfes befanden                                                    |
| Kapellenweg        | benannt nach der Marienkapelle am nördlichen Ortsrand                                                                      |
| Krautgartenweg     | benannt nach den Gärten, die es wohl in diesem Bereich gab; Krautgarten bedeutet Gemüsegarten                              |
| Obere Breiten      | benannt nach dem Flurnamen Breiten                                                                                         |
| Rindweg            | |
| Schulgartenweg     | benannt nach dem zur ehemaligen Schule gehörenden Garten                                                                   |
| Steige             | Hauptstraße von dem Dorf, das auf einer Hochfläche liegt, über den steilen Hang hinunter ins Mindeltal (Kreisstraße GZ 30) |

## Alphabetische Liste
In Klammern ist der Ort angegeben, in dem die Straße ist.
| - Aletshauser Straße (Winzer) - Alte Steige (Winzer) - Am Käppele (Haupeltshofen) - Angerweg (Winzer) - Bahnhofstraße (Aletshausen) - Birkenweg (Aletshausen) - Buchhölzel (Aletshausen) - Brunnenmahd (Winzer) - Dorfstraße (Haupeltshofen) - Eichenweg (Aletshausen) - Eichetweg (Winzer) - Gaismarkter Straße (Winzer) - Gaismarkter Weg (Aletshausen) - Grotteweg (Aletshausen) - Haupeltshofer Straße (Aletshausen) - Hauptstraße (Winzer) - Hinter den Gärten (Winzer) - Hohenraunauer Straße (Aletshausen) - Hohlweg (Aletshausen) - Jahnstraße (Aletshausen) - Kammelstraße (Aletshausen) - Kammerweg (Aletshausen) - Kapellenweg (Winzer) - Käsergasse (Aletshausen) - Kiefernweg (Aletshausen) - Kirchenstraße (Aletshausen) - Krautgartenweg (Winzer) - Krumbacher Straße (Aletshausen) | - Mühläcker (Aletshausen) - Obere Breiten (Winzer) - Oberfeld (Haupeltshofen) - Quellenweg (Aletshausen) - Raiffeisenstraße (Aletshausen) - Rindweg (Winzer) - Schloßberg (Haupeltshofen) - Schulgartenweg (Winzer) - Schulstraße (Aletshausen) - Steige (Winzer) - Tannenweg (Aletshausen) - Tobel (Gaismarkt) - Waltenhauser Straße (Haupeltshofen) - Waltenhauser Weg (Aletshausen) - Wasserberg (Wasserberg) - Wasserberger Straße (Aletshausen) - Weiherweg (Haupeltshofen) - Winzer Straße (Gaismarkt) - Winzer Weg (Aletshausen) - Wirtsgasse (Aletshausen) - Zeller Weg (Gaismarkt) |

| ↑ Zurück zum Inhaltsverzeichnis |